# Das Lied von der Erde (Texte)
Die Liedtexte, die Gustav Mahlers sinfonischem Liederzyklus Das Lied von der Erde zugrunde liegen, sind deutsche Nachdichtungen von chinesischen Gedichten aus der Tang-Zeit, die im 19. Jahrhundert ins Französische und Anfang des 20. Jahrhunderts weiter ins Deutsche übersetzt wurden.  Aufgrund der mehrmaligen Übersetzungen haben sich die verwendeten Versionen der Gedichte so stark verändert, vor allem durch Anreicherungen mit westlichen Elementen, aber auch durch Fehlinterpretationen und Auslassungen, dass man sie als Chinoiserien betrachten muss.

## Genese der Textfassung

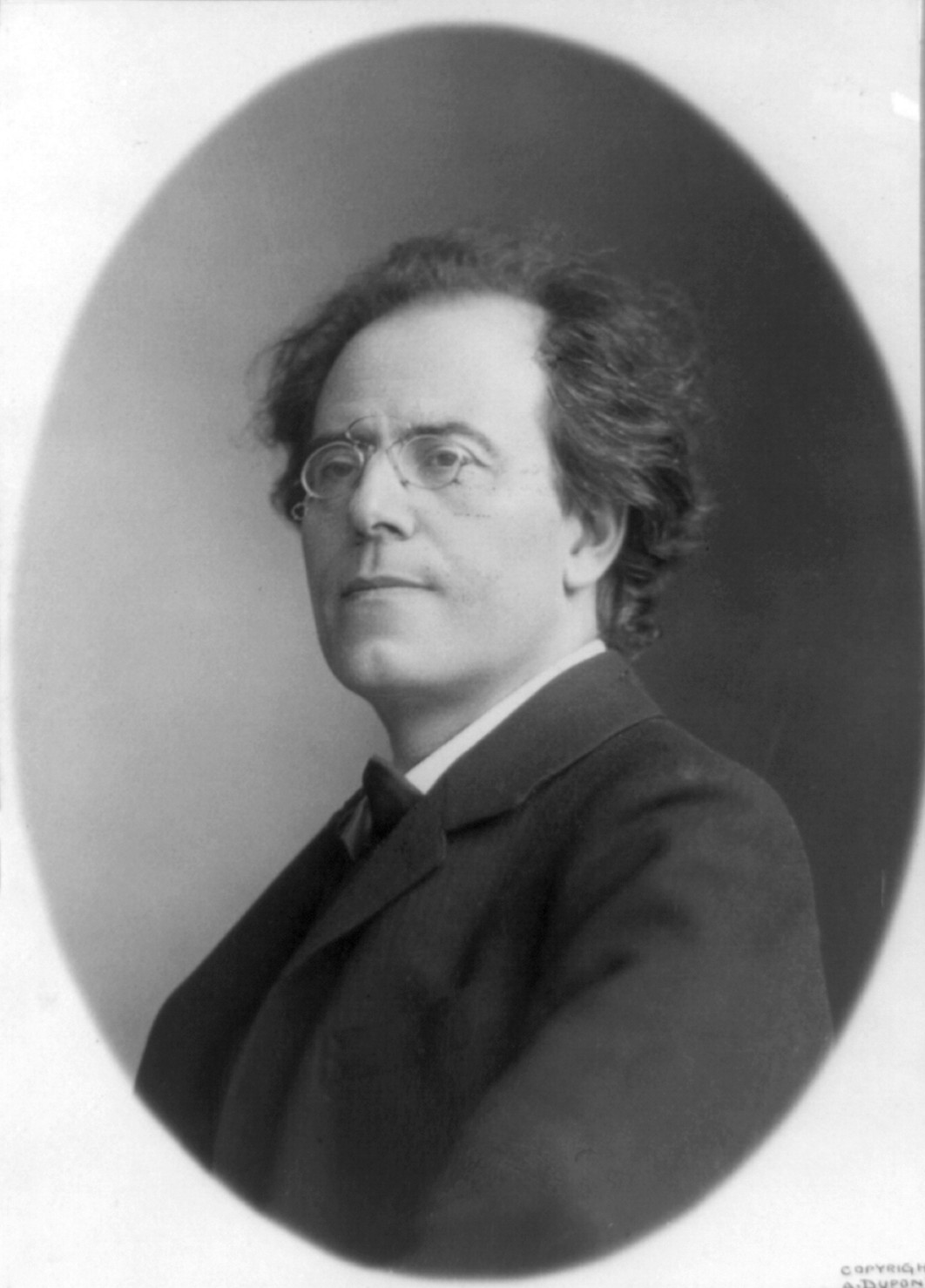
Gustav Mahler
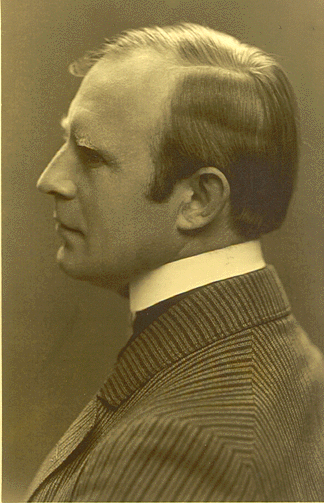
Hans Bethge
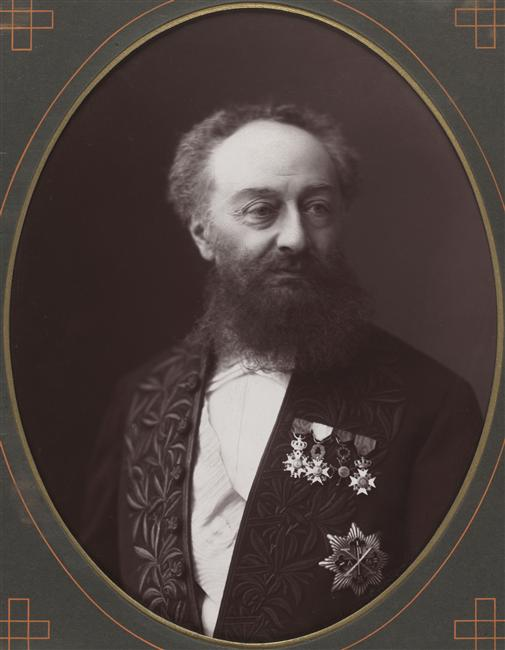
Léon d’Hervey de Saint-Denys
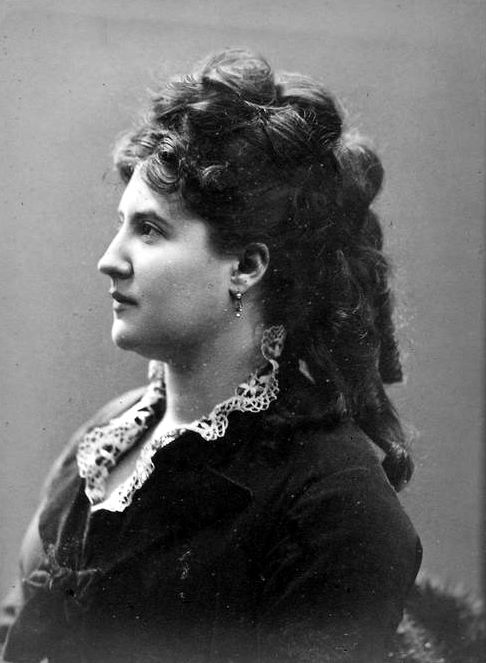
Judith Gautier

Gustav Mahler verwendet für Das Lied von der Erde sieben Gedichte aus der Sammlung Die chinesische Flöte von Hans Bethge aus dem Jahre 1907, allerdings mit teilweise deutlichen Eingriffen in den Text.
Hans Bethge wiederum stützt seine Nachdichtungen (also weit mehr als nur Übersetzungen) auf folgende drei Werke.
- Chinesische Lyrik, vom 12. Jahrhundert v. Chr. bis zur Gegenwart von Hans Heilmann, erschienen 1905.  Dieses Buch enthält unter anderem Prosa-Übersetzungen aus dem Französischen, entnommen aus den nachfolgenden zwei Werken.
- Fünf der relevanten Gedichte stammen aus dem Buch Poésies de l’époque des Thang von Léon d’Hervey de Saint-Denys (veröffentlicht 1862).
- Die restlichen zwei Gedichte finden sich in der Sammlung Le Livre de Jade von Judith Gautier, wobei Heilmann die erweiterte Ausgabe von 1902 verwendete.[2]

Der verschlungene Weg der Übersetzungen ist intensiv erforscht worden (siehe Literaturverzeichnis); ganz allgemein kann gesagt werden, dass es auf allen Bedeutungsebenen eklatante Unterschiede zwischen den Originalen und Mahlers Versionen gibt – „Was Mahler hier vertonte, hat textlich nur wenig, inhaltlich nur ansatzweise und sprachlich so gut wie gar nichts mit dem chinesischen Original zu tun.“

## Transliteration, Satzzeichen, Rohübersetzung
Die Transliteration der chinesischen Schriftzeichen in den folgenden Abschnitten gibt die heutige hochchinesische Aussprache wieder und nicht die des tang-zeitlichen Mittelchinesischen, die bedeutend davon abweicht und am ehesten südchinesischen Dialekten wie Kantonesisch ähnelt.
In den historischen, chinesischen Originalquellen gibt es keine Satzzeichen; das Versschema allein gibt die (kaum vorhandene) grammatikalische Struktur vor. Allerdings ist es heute üblich, auch in chinesischen Ausgaben Satzzeichen zu verwenden, um die Lesbarkeit zu erhöhen.
Ein chinesisches Wort, das in der Regel durch ein oder seltener zwei Schriftzeichen dargestellt wird, kann oft gleichzeitig Substantiv, Verb oder Adjektiv sein, wobei es vom Kontext abhängt, wie es zu interpretieren ist – Chinesisch ist eine Subjekt-Verb-Objekt-Sprache ähnlich dem Deutschen, allerdings wird gerne das Subjekt ausgelassen (Pro-Drop). In der Rohübersetzung wird versucht, die korrekte Wortart bereits anzugeben, wobei die Reihenfolge der Zeichen genau eingehalten wird. Da es weiters im Chinesischen weder Deklination noch Konjugation gibt, wird für Verben der Infinitiv und für Substantive der Nominativ verwendet.  Auf die Einfügung von im Deutschen notwendigen Partikeln wie Artikel oder (zusätzlichen) Präpositionen wurde verzichtet.

## 1. Satz:Das Trinklied vom Jammer der Erde
Grundlage des ersten Satzes ist Li Bais Gedicht Lied vom Kummer.

### Li Bai

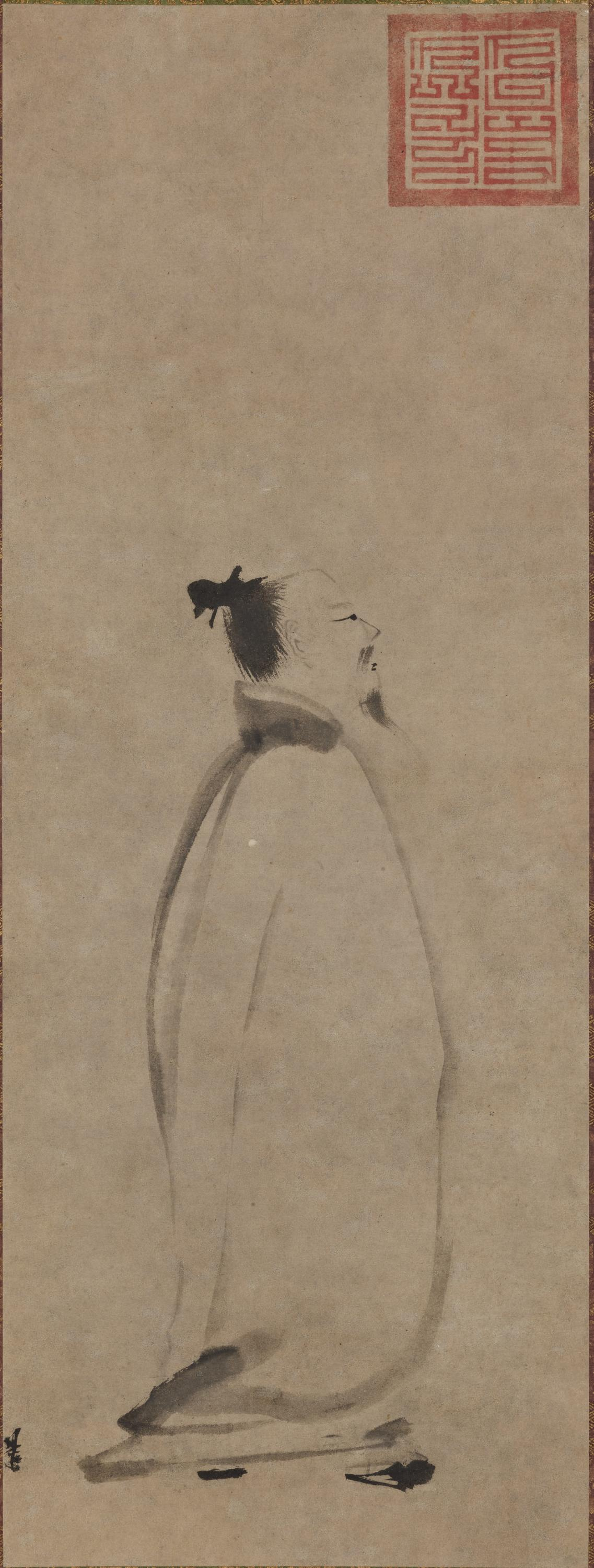
Li Bai, Tuschmalerei von Liang Kai (12./13. Jhdt.)

In der kaiserlichen Sammlung sämtlicher Gedichte der Tang-Dynastie (Quan Tangshi, 1705 kompiliert und rund 49000 Gedichte von mehr als 2200 Dichtern enthaltend) steht unmittelbar vor dem Lied vom Kummer Li Bais Lied vom Lachen, ein weiteres Trinklied, das ebenfalls einen wiederkehrenden Refrain besitzt und von Saint-Denys allerdings aufgrund von vielen historischen Anspielungen nur nacherzählend wiedergegeben ist. Die beiden Gedichte gehören zusammen und haben auch ungefähr die gleiche Aussage: „die Gesellschaft bietet keine Sicherheit, nur das Heute zählt, Trinken ist das Beste, was man tun kann.“
李白

悲歌行

悲來乎，悲來乎。

主人有酒且莫斟，

聽我一曲悲來吟。

悲來不吟還不笑，

天下無人知我心。

君有數斗酒，

我有三尺琴。

琴鳴酒樂兩相得，

一杯不啻千鈞金。

悲來乎，悲來乎。

天雖長，地雖久，

金玉滿堂應不守。

富貴百年能幾何，

死生一度人皆有。

孤猨坐啼墳上月，

且須一盡杯中酒。

悲來乎，悲來乎。

鳳皇不至河無圖，

微子去之箕子奴。

漢帝不憶李將軍，

楚王放卻屈大夫。

悲來乎，悲來乎。

秦家李斯早追悔，

虛名撥向身之外。

范子何曾愛五湖，

功成名遂身自退。

劒是一夫用，

書能知姓名。

惠施不肯干萬乘，

卜式未必窮一經。

還須黑頭取方伯，

莫謾白首爲儒生。

Lǐ Bái

Bēi gēxíng

Bēi lái hū, bēi lái hū.

Zhǔrén yǒu jiǔ qiě mò zhēn,

Tīng wǒ yī qǔ bēi lái yín.

Bēi lái bù yín, hái bù xiào,

Tiānxià wú rén zhī wǒ xīn.

Jūn yǒu shù dòu jiǔ,

Wǒ yǒu sānchǐ qīn.

Qīn míng jiǔ lè liǎng xiāngdé,

Yī bēi bùchì qián jūn jīn.

Bēi lái hū, bēi lái hū!

Tiān suí cháng, dì suí jiǔ,

Jīnyù mǎn táng yīng bù shǒu.

Fùguì bǎi nián néng jǐhé,

Sǐshēng yīdù rén jiē yǒu.

Gū yuán zuò tí fén shàngyuè,

Qiě xū yī jìn bēi zhōng jiǔ.

[…]

### Rohübersetzung
Lǐ Bái

Kummer Lied (zwei Zeichen)

Kummer kommen <Ausrufungspartikel>, Kummer kommen <Ausrufungspartikel>.

Wirt (zwei Zeichen) haben Wein noch nicht eingießen,

hören mich ein Lied „Kummer kommen Gedicht“.

Kummer kommen nicht singen, auch nicht lachen,

auf-der-Welt (zwei Zeichen) kein Mensch wissen mein Herz.

du haben mehrere Karaffen Wein,

ich haben drei-Fuß-lang (zwei Zeichen) Zither.

Zither klingen Wein Freude gegenseitig benötigen,

ein Becher soviel-wert-wie (zwei Zeichen) tausend 20 kg Gold.

Kummer kommen <Ausrufungspartikel>, Kummer kommen <Ausrufungspartikel>.

Himmel obwohl ewig, Erde obwohl lang-andauernd,

Schätze (zwei Zeichen) zu-Ende-gehen Halle sollten nicht erhalten.

Reichtum-und-Ruhm (zwei Zeichen) hundert Jahre können wie viel,

Leben-und-Tod (zwei Zeichen) einmal (zwei Zeichen) Mensch alle/jeder haben.

allein Affe sitzen heulen/klagen Grab Mondschein (zwei Zeichen),

daher sollen in-einem leer-machen Becher mit Wein.

[…]

### Saint-Denys
Saint-Denys übersetzte nur die ersten beiden der vier Strophen, sodass auch in den Übertragungen von Heilmann und Bethge der zweite Teil fehlt. Durch die Weglassung der letzten beiden Strophen, die eine Erklärung für die vorherrschende traurige Grundstimmung geben, aufgrund von vielen historischen Anspielungen allerdings ohne ausführlichen Kommentar praktisch unübersetzbar sind, wird dem Lied der Charakter einer Klage genommen, und die Betonung verschiebt sich zu einem Trinklied.
Li-Taï-Pé: La chanson du chagrin

Le maître de céans a du vin, mais ne le versez pas encore:

Attendez que je vous aie chanté la Chanson du chagrin.

Quand le chagrin vient, si je cesse de chanter ou de rire,

Personne, dans ce monde, ne connaîtra les sentiments de mon cœur.

Seigneur, vous avez quelques measures de vin,

Et moi je possède un luth long de trois pieds;

Jouer du luth et boire du vin sont deux choses qui vont bien ensemble.

Une tasse de vin vaut, en son temps, mille onces d’or.

Bien que le ciel ne périsse point, bien que la terre soit de longue durée,

Combien pourra durer pour nous la possession de l’or et du jade?

Cent ans au plus.  Voilà le terme de la plus longue espérance.

Vivre et mourir une fois, voilà ce dont tout homme est assuré.

Écoutez là-bas, sous les rayons de la lune, écoutez le singe accroupi qui pleure, tout seul, sur les tombeaux.

Et maintenant remplissez ma tasse; il est temps de la vider d’un seul trait.

### Heilmann
In einer Fußnote erwähnt Saint-Denys, dass zwischen den Strophen sich der wiederkehrende Refrain Peï laï ho! Peï laï ho! (Der Kummer kommt! Der Kummer kommt!) befinde. Heilmann übernahm aufgrund dieser Angabe den Refrain im deutschen Text, allerdings ohne das chinesische Original zu konsultieren, wodurch er an falschen Stellen auftaucht.
Li-Tai-Pe: Das Lied vom Kummer.

Der Herr des Hauses hat Wein, aber füllt noch nicht die Becher:

Wartet, bis ich das Lied vom Kummer gesungen habe!

Wenn der Kummer kommt, wenn mein Gesang, mein Lachen erstirbt,

Dann kann niemand ermessen, was meine Seele bewegt.

(Peï laï ho!  Peï laï ho!)

Herr, du besitzest viel köstlichen Wein,

Ich habe meine lange Laute.

Die Laute schlagen und Wein trinken, das sind zwei Dinge, die trefflich zu einander passen.

Ein Becher Wein zur rechten Zeit ist tausend Unzen Goldes wert.

(Peï laï ho!  Peï laï ho!)

Wenn auch der Himmel ewig ist und die Erde noch lange fest steht,

Wie lange werden wir uns des Goldes und des Jade erfreuen können?

Hundert Jahre, das ist die Grenze der kühnsten Hoffnungen.

Leben und dann sterben, das ist das einzige, wessen der Mensch sicher ist.

(Peï laï ho!  Peï laï ho!)

Hört ihr ihn da unten, im Mondenschein, hört ihr den Affen, der da zusammengekauert sitzt und heult, einsam unter Gräbern?

Und nun füllt mir den Becher, nun ist es Zeit, ihn mit einem Zug zu leeren!

(Peï laï ho!  Peï laï ho!)

### Bethge
Aus Heilmanns Prosaübersetzung formt Bethge ein Gedicht in Blankversen.
Li-Tai-Po: Das Trinklied vom Jammer der Erde

Schon winkt der Wein in goldenen Pokalen, –

Doch trinkt noch nicht! Erst sing ich euch ein Lied!

Das Lied vom Kummer soll euch in die Seele

Auflachend klingen! Wenn der Kummer naht,

So stirbt die Freude, der Gesang erstirbt,

Wüst liegen die Gemächer meiner Seele.

Dunkel ist das Leben, ist der Tod.

Dein Keller birgt des goldnen Weins die Fülle,

Herr dieses Hauses, – ich besitze andres:

Hier diese lange Laute nenn ich mein!

Die Laute schlagen und die Gläser leeren,

Das sind zwei Dinge, die zusammenpassen!

Ein voller Becher Weins zur rechten Zeit

Ist mehr wert als die Reiche dieser Erde.

Dunkel ist das Leben, ist der Tod.

Das Firmament blaut ewig, und die Erde

Wird lange feststehn auf den alten Füßen. –

Du aber, Mensch, wie lange lebst denn du?

Nicht hundert Jahre darfst du dich ergötzen

An all dem morschen Tande dieser Erde,

Nur Ein Besitztum ist dir ganz gewiß:

Das ist das Grab, das grinsende, am Ende.

Dunkel ist das Leben, ist der Tod.

Seht dort hinab! Im Mondschein auf den Gräbern

Hockt eine wild-gespenstische Gestalt.

Ein Affe ist es! Hört ihr, wie sein Heulen

Hinausgellt in den süßen Duft des Abends?

Jetzt nehmt den Wein! Jetzt ist es Zeit, Genossen!

Leert eure goldnen Becher bis zum Grund!

Dunkel ist das Leben, ist der Tod!

### Mahler
Die textlichen Unterschiede zur Version von Bethge sind fett hervorgehoben bzw. unterstrichen; nicht verwendeter Text wird durchgestrichen angezeigt.
Li-Tai-Po: Das Trinklied vom Jammer der Erde

Schon winkt der Wein im gold’nen Pokale,

Doch trinkt noch nicht, erst sing’ ich euch ein Lied!

Das Lied vom Kummer

Soll auflachend in die Seele euch klingen.

Wenn der Kummer naht,

Liegen wüst die Gärten der Seele,

Welkt hin und stirbt die Freude, der Gesang.

Dunkel ist das Leben, ist der Tod.

Herr dieses Hauses!

Dein Keller birgt die Fülle des goldenen Weins!

Hier, diese lange Laute nenn’ ich mein!

Die Laute schlagen und die Gläser leeren,

Das sind die Dinge, die zusammenpassen.

Ein voller Becher Weins zur rechten Zeit

Ist mehr wert, als alle Reiche dieser Erde!

Dunkel ist das Leben, ist der Tod!

Das Firmament blaut ewig, und die Erde

Wird lange fest steh’n und aufblüh’n im Lenz.

Du aber, Mensch, wie lang lebst denn du?

Nicht hundert Jahre darfst du dich ergötzen

An all dem morschen Tande dieser Erde!

Nur Ein Besitztum ist dir ganz gewiß:

Das ist das Grab, das grinsende, am Ende.

Dunkel ist das Leben, ist der Tod.

Seht dort hinab!  Im Mondschein auf den Gräbern

Hockt eine wild-gespenstische Gestalt –

Ein Aff’ ist’s!  Hört ihr, wie sein Heulen

Hinausgellt in den süßen Duft des Lebens!

Jetzt nehmt den Wein!  Jetzt ist es Zeit, Genossen!

Leert eure gold’nen Becher zu Grund!

Dunkel ist das Leben, ist der Tod!

## 2. Satz:Der Einsame im Herbst
Judith Gautier (1845–1917), die Tochter von Théophile Gautier, veröffentlichte 1867 unter dem Pseudonym Judith Walter das Buch Le Livre de Jade, das 71 Gedichte „übersetzt aus dem Chinesischen“ enthält, und zwar in Zusammenarbeit mit Tin-tun-ling (丁敦齡,  Dīng Dūnlíng, 1830?–1886), einem politischen Flüchtling aus China, der bei Familie Gautier Unterschlupf fand. 1902 erschien eine erweiterte Ausgabe mit zusätzlichen 40 Gedichten, diesmal unter ihrem eigenen Namen.
Gautier hatte zwar Chinesischunterricht bei Tin-tung-ling, war sonst aber eine Amateurin, im Gegensatz zu Saint-Denys, der ein anerkannter Sinologe war. Sie übersetzte viele der Gedichte nicht wörtlich, sondern benutzte sie als Grundlage für ihre eigenen Chinoiserien, was lange Zeit verhinderte, ihre Quellen zu identifizieren.
Die Erstübersetzung von Qián Qǐs Gedicht im alten Stil: Lange Herbstmonate in eine westliche Sprache findet sich bei Saint-Denys, wurde aber von Gautier offenbar nicht konsultiert.

### Qian Qi
錢起

效古秋夜長

秋漢飛玉霜，

北風掃荷香。

含情紡織孤燈盡，

拭淚相思寒漏長。

月弔棲烏啼鳥起。

誰家少婦事鴛機，

錦幕雲屏深掩扉。

白玉窗中聞落葉，

應憐寒女獨無衣。

Qián Qǐ

Xiào gǔ qiū yè zhǎng

Qiū hàn fēi yù shuāng,

běifēng sǎo hé xiāng.

Hánqíng fǎngzhī gū dēng jǐn,

shì lèi xiāngsī hán lòu zhǎng.

### Rohübersetzung
Qián Qǐ

Imitation alt „Herbst Nächte lang“

Herbst Milchstraße fliegen Jade Frost,

Nordwind (zwei Zeichen) wegfegen Lotosblume Duft.

in-Liebe (zwei Zeichen) spinnen/weben (zwei Zeichen) allein/einzeln Lampe erloschen,

wegwischen Träne dich-vermissen (zwei Zeichen) kalt verrinnen lange.

### Gautier
Die Identifikation des ursprünglichen Gedichts wurde auch dadurch erschwert, dass Gautier einen falschen Namen als Autor angibt (Tchang-Tsi) – und zusätzlich in der Ausgabe von 1902 falsche chinesische Zeichen in der Gedichtsvignette einsetzt (李巍,  Lǐ Wéi, einen Dichter mit diesem Namen gab es in der Tang-Zeit nicht).
Vom originalen Gedicht verwendet sie in ihrer Prosaversion nur die ersten vier Zeilen, diese aber dafür stark ausgeschmückt. Infolge fehlt der Rest des Gedichts auch bei Heilmann, Bethge und Mahler.
Tchang-Tsi: Le Soir d’automne

La vapeur bleue de l’automne, s’étend sur le fleuve; les petites herbes sont couvertes de gelée blanche,

Comme si un sculpteur avait laissé tomber sur elles de la poussière de jade.

Les fleurs n’ont déjà plus de parfums; le vent du nord va les faire tomber, et bientôt les nénuphars navigueront sur le fleuve.

Ma lampe s’est éteinte d’elle-même, la soirée est finie, je vais aller me coucher.

L’automne est bien long dans mon cœur, et les larmes, que j’essuie sur mon visage se renouvelleront toujours.

Quand donc le soleil du mariage viendra-t-il sécher mes larmes?

### Heilmann
Die Übersetzung Heilmanns ist fast wörtlich, allerdings mit einem erweiterten Titel, den auch Bethge übernimmt.
Tschang-Tsi: Herbstabend der Einsamen.

Die bläulichen Herbstnebel ziehn über den Strom; die kleinen Gräser sind vom Reif bedeckt,

Als hätte ein Bildhauer Staub von Jade über sie fallen lassen.

Die Blumen haben ihren Duft verloren, der Nordwind beugt sie nieder, und bald werden die Blätter der Lotosblüten auf dem Wasser schwimmen.

Meine Lampe verlischt, Mitternacht bricht herein, nun will ich mich auch zur Ruhe legen.

In meinem Herzen ist es schon lange Herbst geworden, und ich weine in meiner Einsamkeit.

Wann wird die Sonne der Liebe kommen und meine Tränen trocknen?

### Bethge
Für die Nachdichtung des zweiten Gedichts benützt Bethge wiederum Blankverse.
Tschang-Tsi: Die Einsame im Herbst

Herbstnebel wallen bläulich überm Strom,

Vom Reif bezogen stehen alle Gräser,

Man meint, ein Künstler habe Staub von Jade

Über die feinen Halme ausgestreut.

Der süße Duft der Blumen ist verflogen,

Ein kalter Wind beugt ihre Stengel nieder;

Bald werden die verwelkten goldnen Blätter

Der Lotosblüten auf dem Wasser ziehn.

Mein Herz ist müde.  Meine kleine Lampe

Erlosch mit Knistern, an den Schlaf gemahnend.

Ich komme zu dir, traute Ruhestätte, –

Ja, gib mir Schlaf, ich hab Erquickung not!

Ich weine viel in meinen Einsamkeiten,

Der Herbst in meinem Herzen währt zu lange;

Sonne der Liebe, willst du nie mehr scheinen,

Um meine bittern Tränen aufzutrocknen?

### Mahler
Tschang-Tsi: Der Einsame im Herbst

Herbstnebel wallen bläulich überm See;

Vom Reif bezogen stehen alle Gräser;

Man meint, ein Künstler habe Staub vom Jade

Über die feinen Blüten ausgestreut.

Der süße Duft der Blumen ist verflogen;

Ein kalter Wind beugt ihre Stengel nieder.

Bald werden die verwelkten, gold’nen Blätter

Der Lotosblüten auf dem Wasser zieh’n.

Mein Herz ist müde.  Meine kleine Lampe

Erlosch mit Knistern, es gemahnt mich an den Schlaf.

Ich komm’ zu dir, traute Ruhestätte!

Ja, gib mir Ruh, ich hab’ Erquickung not!

Ich weine viel in meinen Einsamkeiten.

Der Herbst in meinem Herzen währt zu lange.

Sonne der Liebe, willst du nie mehr scheinen,

Um meine bittern Tränen mild aufzutrocknen?

## 3. Satz:Von der Jugend
Der Ursprung dieses Gedichts ist bis heute nicht genau geklärt. Seit Fusako Hamaos im Jahre 1995 erschienenen Artikel ist aber allgemein Konsens, dass es Bankett im Pavillon der Familie Tao von Li Bai ist.

### Li Bai
李白

宴陶家亭子

高門大士家。

池開照膽鏡，

林吐破顏花。

綠水藏春日，

青軒秘晚霞。

若聞弦管妙，

金谷不能夸。

Lǐ Bái

Yàn táo jiā tíngzi

Gāo mén dàshì jiā.

Chí kāi zhàodǎn jìng,

Lín tǔ pò yán huā.

Lǜ shuǐ cáng chūnrì,

Qīng xuān mì wǎnxiá.

Ruò wén xián guǎn miào,

Jīngǔ bùnéng kuā.

### Rohübersetzung
Eine komplette Übersetzung findet sich bei Weber.
Lǐ Bái

Bankett Táo Familie Pavillon (zwei Zeichen)

hoch Tor bedeutender-Gelehrter (zwei Zeichen) Haus.

Teich offen klarer-Spiegel (zwei Zeichen) reflektieren,

### Gautier
Gautier verwendet in ihrer Prosaübertragung den Titel des Gedichts für den ersten Vers, wobei sie mit großer Wahrscheinlichkeit nicht erkannte, dass das Zeichen 陶 im Kontext nur der Familienname „Táo“ sein kann und nicht die Bedeutung „Porzellan“ hat. Gleiches gilt für das darauffolgende Zeichen: 家 bedeutet hier „Familie“ und nicht „Haus“ – statt „Táo Familie Pavillon“ las sie daher irrtümlich „Porzellan Haus Pavillon“.

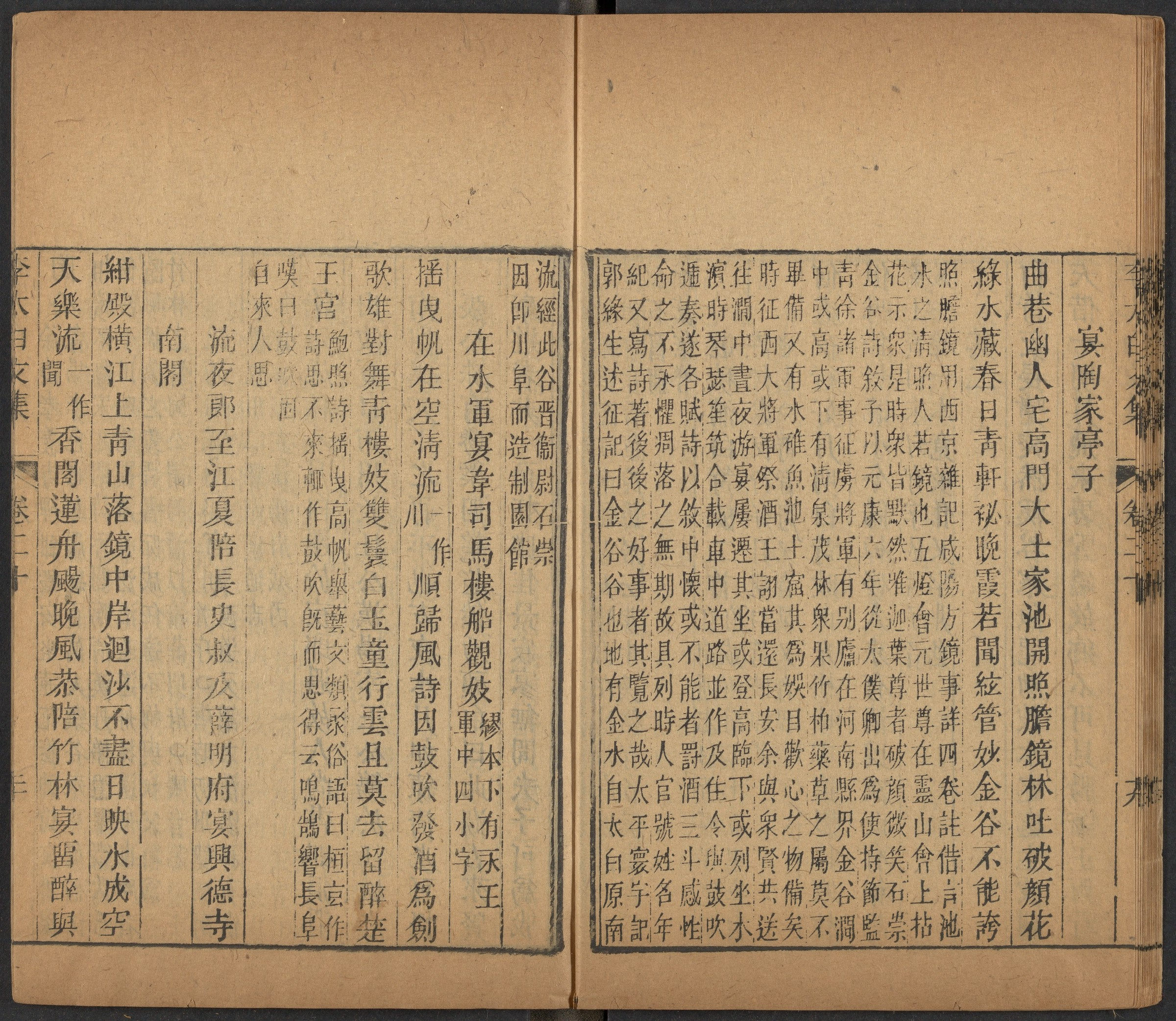
Das Gedicht Bankett im Pavillon der Familie Tao in einer kommentierten Ausgabe von 1759 (zu lesen von rechts nach links und von oben nach unten). Der kleiner geschriebene Text ist der Kommentar

Ein Kommentar in einer Werkausgabe von Li Bai aus dem Jahre 1759 ist die Grundlage für die Verse 2 und 3; dieses Buch befand sich zur Zeit der Erstausgabe von Le Livre de Jade 1867 bereits in der Bibliothèque Impériale, der heutigen französischen Nationalbibliothek, die von Gautier zu Studienzwecken konsultiert wurde. Ohne dieses Hintergrundwissen wäre es völlig unerklärlich, warum Gautiers Version so stark vom chinesischen Original abweicht.
Der vierte Vers verwendet Zeile 3 des chinesischen Gedichts; der Rest bleibt unübersetzt. Die Technik, nur Teile von Gedichten zu übersetzen oder aus einem längeren Original mehrere französische Gedichte zu machen, zieht sich durch das gesamte Buch von Gautier.

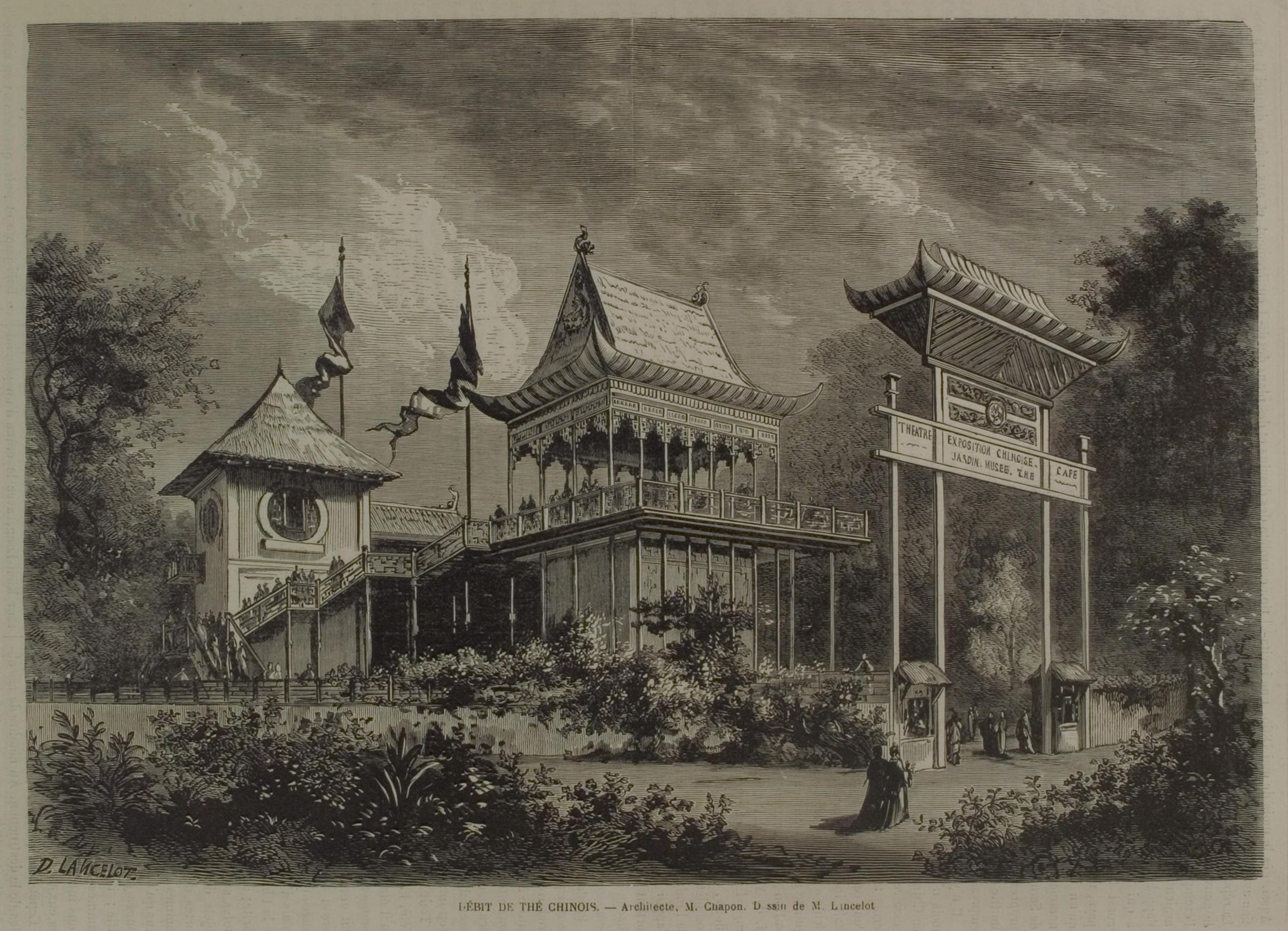
Der chinesische Pavillon von der Pariser Weltausstellung 1867

Viele Ausschmückungen wie der „künstliche See“, die Farben grün und weiß sowie die Jadebrücke sind aber trotzdem Erfindungen von Gautier, möglicherweise entstanden durch Eindrücke von der Weltausstellung 1867 in Paris – für die chinesische Abteilung war übrigens Saint-Denys als Kommissar für das chinesische Reich zuständig –, auf der auch ein chinesischer Pavillon aus Porzellanplatten gezeigt wurde, angeblich ein Nachbau eines Bauwerks des im Jahre 1860 von englischen und französischen Truppen zerstörten Sommerpalasts in der Nähe von Peking.
Li-Taï-Pé: Le Pavillon de porcelaine

Au milieu du petit lac artificiel, s’élève un pavillon de porcelaine verte et blanche; on y arrive par un pont de jade, qui se voûte comme le dos d’un tigre.

Dans ce pavillon, quelques amis, vêtus de robes claires, boivent ensemble des tasses de vin tiède.

Ils causent gaiement, ou tracent des vers, en repoussant leurs chapeaux en arrière, en relevant un peu leurs manches,

Et, dans le lac, où le petit pont, renversé, semble un croissant de jade, quelques amis, vêtus de robes claires, boivent, la tête en bas dans un pavillon de porcelaine.

### Heilmann
Wieder eine fast wörtliche Übersetzung aus dem Französischen.
Li-Tai-Pe: Der Porzellan-Pavillon.

Mitten in dem kleinen künstlichen See erhebt sich ein Pavillon aus grünem und weißem Porzellan; man gelangt zu ihm auf einer Brücke von Jade, die sich wölbt wie der Rücken eines Tigers.

In diesem Pavillon sitzen die Freunde, in lichte Gewänder gekleidet beim Wein.

Sie plaudern lustig mit einander oder sie schreiben Verse nieder; dazu stoßen sie ihre Hauptbedeckungen zurück und streifen ein wenig die Ärmel auf.

Und in dem See, in dem die kleine Brücke umgekehrt gleich einem Halbmond von Jade erscheint, trinken die Freunde, in lichte Gewänder gekleidet, auf dem Kopfe stehend, in einem Pavillon von Porzellan.

### Bethge
Als Versmaß benutzt Bethge einen vierhebigen Trochäus.
Li-Tai-Po: Der Pavillon aus Porzellan

Mitten in dem kleinen Teiche

Steht ein Pavillon aus grünem

Und aus weißem Porzellan.

Wie der Rücken eines Tigers

Wölbt die Brücke sich aus Jade

Zu dem Pavillon hinüber.

In dem Häuschen sitzen Freunde,

Schön gekleidet, trinken, plaudern, –

Manche schreiben Verse nieder.

Ihre seidnen Ärmel gleiten

Rückwärts, ihre seidnen Mützen

Hocken lustig tief im Nacken.

Auf des kleinen Teiches stiller

Oberfläche zeigt sich alles

Wunderlich im Spiegelbilde:

Wie ein Halbmond scheint der Brücke

Umgekehrter Bogen.  Freunde,

Schön gekleidet, trinken, plaudern,

Alle auf dem Kopfe stehend,

In dem Pavillon aus grünem

Und aus weißem Porzellan.

### Mahler
Im Lied von der Erde ändert Mahler den Titel und vertauscht die beiden letzten Strophen.
Li-Tai-Po: Von der Jugend

Mitten in dem kleinen Teiche

Steht ein Pavillon aus grünem

Und aus weißem Porzellan.

Wie der Rücken eines Tigers

Wölbt die Brücke sich aus Jade

Zu dem Pavillon hinüber.

In dem Häuschen sitzen Freunde,

Schön gekleidet, trinken, plaudern,

Manche schreiben Verse nieder.

Ihre seidnen Ärmel gleiten

Rückwärts, ihre seidnen Mützen

Hocken lustig tief im Nacken.

Auf des kleinen Teiches stiller

Wasserfläche zeigt sich alles

Wunderlich im Spiegelbilde.

Alles auf dem Kopfe stehend

In dem Pavillon aus grünem

Und aus weißem Porzellan;

Wie ein Halbmond steht die Brücke,

Umgekehrt der Bogen.  Freunde,

Schön gekleidet, trinken, plaudern.

## 4. Satz:Von der Schönheit
Die Übertragungen von Li Bais Gedicht Lotospflücklied kommen inhaltlich dem Original recht nahe, obwohl auch hier in jedem Schritt von Li Bai zu Mahler die knappen chinesischen Verse immer mehr ausgemalt werden, vor allem auf emotionaler Ebene.

### Li Bai
李白

采蓮曲

若耶溪旁采蓮女，

笑隔荷花共人語。

日照新妝水底明，

風飄香袂空中舉。

岸上誰家遊冶郎，

三三五五映垂楊。

紫騮嘶入落花去，

見此踟躕空斷腸。
Lǐ Bái

Cǎi lián qū

Ruò yé xī páng cǎi lián nǚ,

Xiào gé héhuā gòng rén yǔ.

Rì zhào xīn zhuāng shuǐ dǐ míng,

Fēng piāo xiāng mèi kōngzhōng jǔ.

Àn shàng shuí jiā yóuyě láng,

Sān sān wǔ wǔ yìng chuí yáng.

Zǐliú sī rù luòhuā qù,

Jiàn cǐ chíchú kōng duàncháng.

### Rohübersetzung
Lǐ Bái

Pflücken Lotos Lied

Ruò Yé Bach nahe-bei pflücken Lotos Mädchen,

lachen aufgeteilt Lotos (zwei Zeichen) zusammen Menschen reden.

Sonne scheinen frisch Make-up Wasser Grund klar,

Wind flattern duftend Ärmel in-die-Luft (zwei Zeichen) hochheben.

Ufer auf/am wer <Personensuffix> flanieren (zwei Zeichen) junge-Herren,

drei drei fünf fünf reflektiert Trauerweide (zwei Zeichen).

Zǐliú (Pferdename, zwei Zeichen) wiehern hineintreten herunterfallen Blüten gehen,

sehen dieses zögern-im-Herzen (zwei Zeichen) leer/umsonst untröstlich (zwei Zeichen).

### Saint-Denys
Im chinesischen Original fehlt in der letzten Verszeile ein Subjekt, und es bleibt dem Leser überlassen, die beschriebenen Gefühle zuzuordnen. Saint-Denys legt sich dagegen mit seiner sehr ausgeschmückten Interpretation auf eine mögliche Version fest, nämlich dass ein Mädchen im Herzen bewegt ist. Während Weber meint, dass so eine Vorgehensweise statthaft sei, kritisiert Teng-Leong Chew es als krasse Fehlübersetzung. Seiner Meinung nach wäre es eindeutig, dass hier niemand verliebt sei, sondern bloß auf die zertrampelten Lotosblüten reagiert werde.
Li-Taï-Pé: Sur les bords du Jo-yeh

Sur les bords du Jo-yeh, les jeunes filles cueillent la fleur du nénuphar,

Des touffes de fleurs et de feuilles les séparent; elles rient et, sans se voir, échangent de gais propos.

Un brillant soleil reflète au fond de l’eau leurs coquettes parures;

Le vent, qui se parfume dans leurs manches, en soulève le tissu léger.

Mais quels sont ces beaux jeunes gens qui se promènent sur la rive?

Trois par trois, cinq par cinq, ils apparaissent entre les saules pleureurs.

Tout à coup le cheval de l’un d’eux hennit et s’éloigne, en foulant aux pieds les fleurs tombées.

Ce que voyant, l’une des jeunes filles semble interdite, se trouble, et laisse percer l’agitation de son cœur.

### Heilmann
In Heilmanns sonst fast wörtlicher Übertragung aus dem Französischen wird interessanterweise die letzte Zeile des Gedichts durch die Ergänzung von „verräterisch die erkünstelte Fassung“ noch zusätzlich ausgeschmückt.
Li-Tai-Pe: An den Ufern des Jo-yeh.

Am Uferrand des Jo-yeh pflücken die jungen Mädchen die Lotosblüten.

Büsche von Blumen und Blättern trennen sie; lachend, ohne einander zu sehen, rufen sie sich muntere Neckereien zu.

Das strahlende Sonnenlicht spiegelt in der Wassertiefe ihren zierlichen Putz.

Der Wind hebt das zarte Gewebe ihrer Ärmel und nimmt den Duft ihrer Wohlgerüche mit.

Doch was sind das für schöne Jünglinge am Ufer da oben?

Zu drei und zu fünf erscheinen sie zwischen den Trauerweiden.

Plötzlich wiehert das Pferd des einen und geht durch, mit den Hufen die gefallenen Blüten zerstampfend.

Ein holdes Kind starrt ihm nach, voll Angst, und die Erregung ihres Herzens durchbricht verräterisch die erkünstelte Fassung.

### Bethge
Vergleichbar mit Gautier vermeidet Bethge in seiner Blankvers-Version
chinesische Namen (hier den Namen des Flusses).
Li-Tai-Po: Am Ufer

Junge Mädchen pflücken Lotosblumen

An dem Uferrande.  Zwischen Büschen,

Zwischen Blättern sitzen sie und sammeln

Blüten, Blüten in den Schoß und rufen

Sich einander Neckereien zu.

Goldne Sonne webt um die Gestalten,

Spiegelt sie im blanken Wasser wider.

Ihre Kleider, ihre süßen Augen,

Und der Wind hebt kosend das Gewebe

Ihrer Ärmel auf und führt den Zauber

Ihrer Wohlgerüche durch die Luft.

Sieh, was tummeln sich für schöne Knaben

An dem Uferrand auf mutigen Rossen?

Zwischen dem Geäst der Trauerweiden

Traben sie einher.  Das Roß des einen

Wiehert auf und scheut und saust dahin

Und zerstampft die hingesunkenen Blüten.

Und die schönste von den Jungfraun sendet

Lange Blicke ihm der Sorge nach.

Ihre stolze Haltung ist nur Lüge:

In dem Funkeln ihrer großen Augen

Wehklagt die Erregung ihres Herzens.

### Mahler
Dieses Gedicht wurde von Mahler besonders intensiv verändert, wobei Weber anmerkt, dass in chinesischen Gedichten nur Menschen Gefühlseigenschaften zukommen und daher „mutige Pferde“, die „fröhlich wiehern“, rein westliche Redewendungen seien.
Von der Schönheit

Junge Mädchen pflücken Blumen,

Pflücken Lotosblumen an dem Uferrande.

Zwischen Büschen und Blättern sitzen sie, und

Sammeln Blüten, Blüten in den Schoß und rufen

Sich einander Neckereien zu.

Gold’ne Sonne webt um die Gestalten,

Spiegelt sie im blanken Wasser wider.

Sonne spiegelt ihre schlanken Glieder, 

Ihre Kleider, Ihre süßen Augen wider,

Und der Zephir hebt mit Schmeichelkosen

Das Gewebe ihrer Ärmel auf, und

Führt den Zauber

Ihrer Wohlgerüche durch die Luft.

O sieh, was tummeln sich für schöne Knaben

Dort an dem Uferrand auf mut’gen Rossen,

Weithin glänzend wie die Sonnenstrahlen;

Schon zwischen dem Geäst der grünen Weiden

Trabt das jungfrische Volk einher!

Das Roß des einen wiehert fröhlich auf

Und scheut und saust dahin,

Über Blumen, Gräser wanken hin die Hufe,

Sie zerstampfen jäh im Sturm

die hingesunk’nen Blüten,

Hei!  Wie flattern im Taumel seine Mähnen,

Dampfen heiß die Nüstern!

Gold’ne Sonne webt um die Gestalten,

Spiegelt sie im blanken Wasser wider.

Und die schönste von den Jungfrau’n sendet

Lange Blicke ihm der Sehnsucht nach.

Ihre stolze Haltung ist nur Verstellung.

In dem Funkeln ihrer großen Augen,

In dem Dunkel ihres heißen Blicks

Schwingt klagend noch die Erregung

Ihres Herzens nach.

## 5. Satz:Der Trunkene im Frühling
Das Original ist wieder ein Gedicht von Li Bai: Gefühle beim Erwachen aus einem Rausch an einem Frühlingstag.

### Li Bai
李白

春日醉起言志

處世若大夢，

胡爲勞其生。

所以終日醉，

頹然臥前楹。

覺來盼庭前，

一鳥花間鳴。

借問此何時，

春風語流鶯。

感之欲歎息，

對酒還自傾。

浩歌待明月，

曲盡已忘情。
Lǐ Bái

Chūn rì zuì qǐ yán zhì

Chǔ shì ruò dà mèng,

Hú wèi láo qí shēng.

Suǒyǐ zhōng rì zuì,

Tuí rán wò qián yíng.

Jué lái pàn tíng qián,

Yī niǎo huā jiān míng.

Jièwèn cǐ héshí,

Chūn fēng yǔ liú yīng.

Gǎn zhī yù tànxī,

Duì jiǔ hái zì qīng.

Hào gē dài míng yuè,

Qū jìnyǐ wàngqíng.

### Rohübersetzung
Lǐ Bái

Frühling Tag betrunken aufstehen sagen Wille/Absicht

leben Erde/Welt als-ob groß Traum,

warum sein/tun/machen Arbeit sich Leben.

daher (zwei Zeichen) den-ganzen-Tag (zwei Zeichen) sich-betrinken,

deprimiert/lustlos <Adverbsuffix> kauern vorne/Eingangs- Säule.

aufwachen kommen sehen Hof davor,

ein Vogel Blumen dazwischen rufen.

fragen (zwei Zeichen) hier welche Zeit (zwei Zeichen),

Frühling Wind Gezwitscher fließen Pirol.

gerührt davon wollen seufzen (zwei Zeichen),

für Drink noch selbst ausgießen.

viel Gesang warten hell Mond,

Lied enden (zwei Zeichen) sich-gehen-lassen (zwei Zeichen).

### Saint-Denys
Abgesehen von Ausschmückungen enthält die Übersetzung von Saint-Denys einen kleinen Fehler: Er personifiziert den antwortenden Vogel und lässt ihn direkt antworten, wohingegen im Original nur von einem im Frühlingswind zwitschernden Pirol die Rede ist.
Li-Taï-Pé: Un jour de printemps

[Le poète exprime ses sentiments au sortir de l’ivresse]

Si la vie est comme un grand songe,

A quoi bon tourmenter son existence!

Pour moi je m’enivre tout le jour,

Et quand je viens à chanceler, je m’endors au pied des premières colonnes.

A mon réveil je jette les yeux devant moi;

Un oiseau chante au milieu des fleurs;

Je lui demande à quelle époque de l’année nous sommes,

Il me répond à l’époque où le souffle du printemps fait chanter l’oiseau.

Je me sens ému et prêt à soupirer,

Mais je me verse encore à boire;

Je chante à haute voix jusqu’à ce que la lune brille,

Et à l’heure où finissent mes chants, j’ai de nouveau perdu le sentiment de ce qui m’entoure.

### Heilmann
Li-Tai-Pe: Ein Frühlingstag.

Wenn das Leben ein Traum ist,

Warum sich mühen und plagen!

Ich, ich berausche mich den ganzen Tag

Und wenn ich zu schwanken beginne, dann sink’ ich vor der Tür meines Hauses zum Schlafe nieder.

Wieder erwachend schlag ich die Augen auf.

Ein Vogel singt in den blühenden Zweigen.

Ich frage ihn, in welcher Jahreszeit wir leben,

Er sagt mir, in der Zeit, da der Hauch des Frühlings den Vogel singen macht.

Ich bin erschüttert, Seufzer schwellen mir die Brust.

Doch wieder gieß ich mir den Becher voll.

Mit lauter Stimme sing ich, bis der Mond erglänzt.

Und wenn mein Sang erstirbt, hab ich auch wieder die Empfindung für die Welt um mich verloren.

### Bethge
Die Nachdichtung von Bethge verwendet abwechselnd jambische Vier- und
Dreiheber.
Li-Tai-Po: Der Trinker im Frühling

Wenn nur ein Traum das Dasein ist,

Warum dann Müh und Plag?

Ich trinke, bis ich nicht mehr kann,

Den ganzen lieben Tag.

Und wenn ich nicht mehr trinken kann,

Weil Leib und Kehle voll,

So tauml ich hin vor meiner Tür

Und schlafe wundervoll!

Was hör ich beim Erwachen?  Horch,

Ein Vogel singt im Baum.

Ich frag ihn, ob schon Frühling sei –

Mir ist als wie im Traum.

Der Vogel zwitschert, ja, der Lenz

Sei kommen über Nacht,

Ich seufze tief ergriffen auf,

Der Vogel singt und lacht.

Ich fülle mir den Becher neu

Und leer ihn bis zum Grund

Und singe, bis der Mond erglänzt

Am schwarzen Himmelsrund.

Und wenn ich nicht mehr singen kann,

So schlaf ich wieder ein.

Was geht denn mich der Frühling an!

Laßt mich betrunken sein!

### Mahler
Li-Tai-Bo: Der Trunkene im Frühling

Wenn nur ein Traum das Leben ist,

Warum denn Müh’ und Plag’!?

Ich trinke, bis ich nicht mehr kann,

Den ganzen, lieben Tag!

Und wenn ich nicht mehr trinken kann,

Weil Kehl’ und Seele voll,

So tauml’ ich bis zu meiner Tür

Und schlafe wundervoll!

Was hör ich beim Erwachen?  Horch!

Ein Vogel singt im Baum.

Ich frag’ ihn, ob schon Frühling sei,

Mir ist als wie im Traum.

Der Vogel zwitschert: Ja!  Der Lenz

Ist da, sei kommen über Nacht!

Aus tiefstem Schauen lauscht’ ich auf,

Der Vogel singt und lacht!

Ich fülle mir den Becher neu

Und leer’ ihn bis zum Grund

Und singe, bis der Mond erglänzt

Am schwarzen Firmament!

Und wenn ich nicht mehr singen kann,

So schlaf’ ich wieder ein.

Was geht mich denn der Frühling an!?

Laßt mich betrunken sein!

## 6. Satz:Der Abschied
Folgende zwei Gedichte sind die Originalquellen für den 6. Satz: Meng Haoran, Übernachtung in Meister Yès Bergklause, umsonst auf Bruder Dīng wartend, und Wang Wei, Abschied.

### Meng Haoran
孟浩然

宿業師山房，

待丁大不至

夕陽度西嶺，

群壑倏已暝。

松月生夜涼，

風泉滿清聽。

樵人歸欲盡，

煙鳥棲初定。

之子期宿來，

孤琴候蘿徑。
Mèng Hàorán

Sù Yè shī shān fáng,

Dài Dīng dà bù zhì

Xī yáng dù xī lǐng,

Qún hè shū yǐ míng.

Sōng yuè shēng yè liáng,

Fēng quán mǎn qīng tīng.

Qiáo rén guī yù jǐn,

Yān niǎo qī chū dìng.

Zhī zǐ qī sù lái,

Gū qín hòu luó jìng.

### Wang Wei
王維

送別

下馬飲君酒，

問君何所之。

君言不得意，

歸臥南山陲。

但去莫復問，

白雲無盡時。
Wáng Wéi

Sòngbié

Xià mǎ yìn jūn jiǔ,

Wèn jūn hé suǒ zhī.

Jūn yán bù déyì,

Guī wò nán shān chuí.

Dàn qù mò fù wèn,

Bái yún wú jìn shí.

### Rohübersetzungen
Mit „Bruder Dīng“ ist 丁鳳,  Dīng Fèng gemeint, ein Bekannter von Meng.
Mèng Hàorán

übernachten Yè (Name) Meister Berg Hütte,

warten Dīng (Name) „Bruder“ nicht ankommen

Abend Sonne passieren/vorbeigehen Westen Gebirge,

Gruppe Tal plötzlich schon dunkel.

Kiefer Mond bringen Nacht Kühle,

Wind Quelle füllen klar hören.

Feuerholz Mensch zurückkehren Wunsch/Sehnsucht am-größten,

Nebel Vögel schlafen/sitzen anfangen bestimmt.

diese Person erwarten übernachten kommen,

alleine Zither erwarten Kriechpflanzen Weg.
In den meisten Zeilen des zweiten Gedichts fehlt das Subjekt; man muss sich das lyrische Ich denken. In der vorletzten Zeile ergibt von den zwei möglichen Lösungen „Bitte geh. Frag’ nicht weiter!“ und „Bitte geh. Ich frage nicht weiter!“ nur die letztere Sinn.
Wáng Wéi

Lebewohl-sagen (zwei Zeichen)

absteigen Pferd trinken du Wein,

fragen du wo Ort gehen.

du sagen nicht erfolgreich (zwei Zeichen),

zurückgehen hinlegen Süden Berg Grenze.

aber gehen nicht wieder fragen,

weiß Wolken nicht enden Zeit.

### Saint-Denys
Mong-kao-jen: Le poète attend son ami Ting-kong

dans une grotte du mont Nié-chy

Le soleil a franchi pour se coucher la chaîne de ces hautes montagnes,

Et bientôt toutes les vallées se sont perdues dans les ombres du soir.

La lune surgit du milieu des pins, amenant la fraîcheur avec elle,

Le vent qui souffle et les ruisseaux qui coulent remplissent mon oreille de sons purs.

Le bûcheron regagne son gîte pour réparer ses forces épuiseés;

L’oiseau a choisi sa branche, il perche déjà dans l’immobilité du repos.

Un ami m’avait promis de venir en ces lieux jouir avec moi d’une nuit si belle;

Je prends mon luth et, solitaire, je vais l’attendre dans les sentiers herbeux.
Ouang-oey: En se séparant d’un voyageur

Je descendis de cheval; je lui offris le vin de l’adieu,

Et je lui demandai quel était le but de son voyage.

Il me répondit: Je n’ai pas réussi dans les affaires du monde;

Je m’en retourne aux monts Nan-chan pour y chercher le repos.

Vous n’aurez plus désormais à m’interroger sur de nouveaux voyages,

Car la nature est immuable, et les nuages blancs sont éternels.

### Heilmann
Mong-Kao-Jen: Abend.

Die Sonne sinkt und verschwindet hinter den hohen Bergen;

Die Täler verlieren sich in den Schatten des Abends;

Der Mond steigt auf zwischen den Fichten und bringt erfrischende Kühle mit,

Der Wind weht und das Rauschen des Baches erfüllt meine Ohren mit lauterem Klang.

Der Holzhauer sucht sein Lager auf, um neue Kräfte zu gewinnen,

Der Vogel wählt seinen Zweig und sitzt in regungsloser Ruhe.

Ein Freund hatte mir versprochen zu kommen und an dieser Stelle mit mir die Schönheit der Nacht zu genießen.

Ich nehme meine Laute und wandle einsam ihn zu erwarten auf grasbedecktem Pfade.
Die Verwendung von „San-Chan“ ist wahrscheinlich ein Druckfehler; bei Saint-Denys steht „Nan-Chan“. Die Interpretation als Nan-Shan- oder Zhongnan-Shan-Gebirgskette ist wohl nicht korrekt – die wörtliche Übersetzung von „nan shan“ ist einfach „südliche Berge/Hügel“ und somit die Ortsangabe von Meng Haorans Familiensitz in der Nähe von Xiangyang im heutigen Hubei.
Wang-Wei: Abschied von einem Freunde.

Ich stieg vom Pferd, bot ihm den Abschiedstrunk

Und fragte ihn nach dem Ziel und Zweck seiner Fahrt.

Er sprach: Ich hatte kein Glück in der Welt

Und ziehe mich nach meinen San-chan-Bergen zurück, um Ruhe dort zu finden.

Ich werde nicht mehr in die Ferne schweifen,

Denn die Natur ist immer dieselbe, und ewig sind die weißen Wolken.

### Bethge
Im Buch Die chinesische Flöte sind die beiden Gedichte nebeneinander auf einer Doppelseite angeordnet. In den Anmerkungen wird erwähnt, dass Meng Haoran und Wang Wei Freunde seien, und dass die erwartete Person im ersten Gedicht Wang Wei sei. Die beiden Dichter waren tatsächlich befreundet, doch die zweite Behauptung ist falsch, wie man leicht am Originaltitel des Gedichts erkennen kann.  Weiters behauptet Bethge in der gleichen Anmerkung, wie auch schon Saint-Denys zuvor, dass die sich zurückziehen wollende Person im zweiten Gedicht Meng Haoran sei, was aufgrund dessen Lebenslaufs  wahrscheinlich zutreffend ist.
Beide Gedichte verwenden Blankverse.
Mong-Kao-Jen: In Erwartung des Freundes

Die Sonne scheidet hinter dem Gebirge,

In alle Täler steigt der Abend nieder

Mit seinen Schatten, die voll Kühlung sind.

O sieh, wie eine Silberbarke schwebt

Der Mond herauf hinter den dunkeln Fichten,

Ich spüre eines feinen Windes Wehn.

Der Bach singt voller Wohllaut durch das Dunkel

Von Ruh und Schlaf…  Die arbeitsamen Menschen

Gehn heimwärts, voller Sehnsucht nach dem Schlaf.

Die Vögel hocken müde in den Zweigen,

Die Welt schläft ein…  Ich stehe hier und harre

Des Freundes, der zu kommen mir versprach.

Ich sehne mich, o Freund, an deiner Seite

Die Schönheit dieses Abends zu genießen, –

Wo bleibst du nur?  Du läßt mich lang allein!

Ich wandle auf und nieder mit der Laute

Auf Wegen, die von weichem Grase schwellen, –

O kämst du, kämst du, ungetreuer Freund!
Wang-Wei: Der Abschied des Freundes

Ich stieg vom Pferd und reichte ihm den Trunk

Des Abschieds dar.  Ich fragte ihn, wohin

Und auch warum er reisen wolle.  Er

Sprach mit umflorter Stimme: Du mein Freund,

Mir war das Glück in dieser Welt nicht hold.

Wohin ich geh?  Ich wandre in die Berge,

Ich suche Ruhe für mein einsam Herz.

Ich werde nie mehr in die Ferne schweifen, –

Müd ist mein Fuß, und müd ist meine Seele,

Die Erde ist die gleiche überall,

Und ewig, ewig sind die weißen Wolken…

### Mahler
Im Lied von der Erde werden die beiden Gedichte zu einem Ganzen verschmolzen, nur unterbrochen durch ein ausgedehntes Orchester-Zwischenspiel. Die Eingriffe von Mahler in den Text sind schwerwiegend und verschieben die Bedeutung der Texte noch stärker in Richtung Weltschmerz, als es bereits in Bethges Nachdichtung vorgegeben ist.
Meng-Hao-Ran/Wang-Wei: Der Abschied

Die Sonne scheidet hinter dem Gebirge.

In alle Täler steigt der Abend nieder

Mit seinen Schatten, die voll Kühlung sind.

O sieh!  Wie eine Silberbarke schwebt

Der Mond am blauen Himmelssee herauf.

Ich spüre eines feinen Windes Weh’n

Hinter den dunklen Fichten!

Der Bach singt voller Wohllaut durch das Dunkel.

Die Blumen blassen im Dämmerschein.

Die Erde atmet voll von Ruh’ und Schlaf,

Alle Sehnsucht will nun träumen,

Die müden Menschen geh’n heimwärts,

Um im Schlaf vergess’nes Glück

Und Jugend neu zu lernen!

Die Vögel hocken still in ihren Zweigen.

Die Welt schläft ein!

Es wehet kühl im Schatten meiner Fichten.

Ich stehe hier und harre meines Freundes;

Ich harre sein zum letzten Lebewohl.

Ich sehne mich, o Freund, an deiner Seite

Die Schönheit dieses Abends zu genießen.

Wo bleibst du nur?  Du läßt mich lang allein!

Ich wandle auf und nieder mit meiner Laute

Auf Wegen, die von weichem Grase schwellen.

O Schönheit!  O ewigen Liebens – Lebens trunk’ne Welt!

Er stieg vom Pferd und reichte ihm den Trunk

Des Abschieds dar.  Er fragte ihn, wohin

Er führe und auch warum es müßte sein.

Er sprach, seine Stimme war umflort: Du, mein Freund,

Mir war auf dieser Welt das Glück nicht hold!

Wohin ich geh’?  Ich geh’, ich wand’re in die Berge.

Ich suche Ruhe für mein einsam Herz!

Ich wandle nach der Heimat!  Meiner Stätte!

Ich werde niemals in die Ferne schweifen.

Still ist mein Herz und harret seiner Stunde!

Die liebe Erde allüberall

Blüht auf im Lenz und grünt aufs neu!

Allüberall und ewig

Blauen licht die Fernen!

Ewig…  ewig…

## Sekundärliteratur
- Daniel Joseph Bryant: The high T’ang poet Meng Hao-jan: studies in biography and textual history. University of British Columbia, Vancouver 1977 (englisch, Digitalisat, 25MB).
- Fusako Hamao: The Sources of the Texts in Mahler's Lied von der Erde. In: Nineteenth Century Music. Band 19. University of California Press, Oakland 1995, S. 83–95, doi:10.2307/746721, JSTOR:746721 (englisch).
- Henry-Louis de La Grange: A New Life Cut Short (1907–1911). In: Gustav Mahler. Band 4. Oxford University Press, Oxford 2008, ISBN 978-0-19-816387-9, Appendix 1Ba: Das Lied von der Erde (englisch).
- Kii-Ming Lo: Chinesische Dichtung als Text-Grundlage für Mahlers „Lied von der Erde“. In: Matthias Theodor Vogt (Hrsg.): Das Gustav-Mahler-Fest Hamburg 1989. Bericht über den internationalen Gustav-Mahler-Kongreß. Bärenreiter, Kassel 1991, ISBN 3-7618-1015-6, S. 509–528.
- Jürgen Weber: Chinesische Gedichte ohne Chinesisches in Gustav Mahlers „Lied von der Erde“. Eine wörtliche Übersetzung der Originale verglichen mit der Nachdichtung. (PDF; 0,4 MB) 2009.